# Tucídides
Tucídides (en griego ático, Θουκυδίδης Thūkydídēs: antigua Atenas, c. 460 a. C.-Tracia, c. ¿396 a. C.?) fue un historiador y militar ateniense. Su obra Historia de la guerra del Peloponeso recuenta la historia de la guerra del siglo V a. C. entre Esparta y Atenas hasta el año 411 a. C. Ha sido considerado, por algunos autores, como el padre de la historiografía científica, debido a sus estrictos estándares de recopilación de pruebas y de sus análisis en términos de causa-efecto sin referencia a la intervención de dioses, tal y como él mismo subraya en su introducción a su obra.
También ha sido considerado el padre de la escuela del realismo político, que valora las relaciones entre las naciones en función de su poder, y no en razón de la justicia. Su texto todavía se estudia en academias militares avanzadas de todo el mundo, y el Diálogo de los melios continúa siendo una importante obra en el estudio de la teoría de las relaciones internacionales.[cita requerida]
El propio Tucídides consideró que el propósito de sus notas era dejar a la posteridad “una posesión para siempre”. El ejemplo más sorprendente del éxito de este proyecto es la distinción entre las diversas causas a corto plazo de la guerra del Peloponeso y sus causas a largo plazo, que se basaban en la rivalidad entre las grandes potencias griegas de la época entre la potencia marítima Atenas y la poder terrestre Esparta. El Diálogo meliano, que es ejemplar en términos de política de poder, también tiene su propia importancia atemporal.

## Biografía
A pesar de su importancia como historiador, se conoce relativamente poco de la vida del propio Tucídides. De hecho, la información más fiable sobre su vida procede de su propia obra, la Historia de la guerra del Peloponeso, en la que expone su nacionalidad, paternidad y localidad de nacimiento. Tucídides nos informa de que luchó en una guerra, contrajo la plaga (probablemente fiebre tifoidea) y fue exiliado por la democracia ateniense. Puede que también se hubiese visto involucrado en la guerra de Samos.
Pertenecía a la familia aristocrática de los Filaidas, que produjo figuras famosas en la historia de Atenas como Cimón o Milcíades, vencedor de la batalla de Maratón. El nombre de su padre, Óloro, hace pensar que procedía de Tracia; declara que poseía allí minas de oro en el monte Pangeo; por tanto, gozaba de una fortuna considerable. Es muy posible que tuviera a Antifonte de Atenas o de Ramonte como maestro, ya que lo alaba en el libro VIII de su Historia de la guerra del Peloponeso.
En el 424 a. C., durante la primera fase de la guerra del Peloponeso, la denominada guerra arquidámica, fue elegido uno de los estrategos de la ciudad de Atenas (cargo no elegido por sorteo) y se le confió el mando de una flota encargada de romper el asedio de Anfípolis, polis de Tracia, conquistada por Atenas trece años antes (437 a. C.). Fracasó en dicho intento, y como la ciudad cayó en manos del general espartano Brásidas, fue condenado al exilio durante veinte años:

Fue mi destino ser un exiliado de mi país durante veinte años tras mi mando en Anfípolis; y, estando presente con ambas partes, y en especial con los peloponesios por causa de mi exilio, tuve tiempo libre para observar los asuntos de manera particular.
Tucídides, Historia de la guerra del Peloponeso, V, 26

Así que este hecho le brindó la oportunidad de obtener una información contrastada y bastante completa, procedente de los dos bandos en conflicto, que utilizó para la composición de la Historia de la guerra del Peloponeso, en la que narra los acontecimientos ocurridos entre el año 431 a. C. y el 411 a. C. Se cree que volvió del exilio al terminar la guerra, aunque algunos investigadores modernos niegan su condición de exiliado, incluso viéndolo como una muestra de una intromisión posterior de Jenofonte en el texto de Tucídides que el mismo Jenofonte continuó.

## Historiografía
Tucídides ha sido expuesto con frecuencia como modelo del historiador ideal, ya que tuvo que escribir desde un destierro. En cierto sentido su modo de escribir la historia, que él mismo expone al principio de su obra, es la antítesis a la credulidad de Heródoto, al que tildó de mero logógrafo. Propone un libro donde todo sea verdad y utiliza el término sygraphein ('acta'), que establece un contrato con el lector en el que garantiza la veracidad de lo narrado. La forma de escribir historia por tanto está basada en la autopsia, es decir, que solo de la visión directa por uno mismo se puede escribir. Y lo que inspeccionará serán dos tipos de elementos:
- Logoi: discursos. No realmente lo que dijeron los personajes, sino reconstrucciones aproximadas de lo que pudieron decir.
- Erga: hechos, acciones. Primero se apoya en lo que han visto los testigos, a quienes interroga hasta estar seguro de lo que en realidad ocurrió; luego se apoya en pruebas jurídicas.

En su obra, escrita con gran rigor, destierra todo elemento anecdótico, literario o fantástico, descarta la intervención divina lo máximo posible, aunque la tenga en cuenta en las motivaciones de los hombres, se esfuerza en encontrar testimonios incluso pagando a testigos presenciales, analiza las causas recientes y lejanas de los hechos y busca las motivaciones objetivas de Atenas o Esparta o las personales de los protagonistas de los hechos en esas ciudades-estado, sus ambiciones y temores, sin ocultar sin embargo su admiración por algunas posturas políticas. Intenta que prime la objetividad, y solo ocasionalmente expone una conclusión acerada, racional y pesimista sobre la historia humana, aunque sea para demostrar su sinrazón. Adopta para expresarse un estilo denso y conciso, que luego fue imitado por historiadores romanos como Salustio y Tácito.

### Diálogo meliano
En el diálogo meliano, junto con Sun Tzu, tenemos un documento que nos habla de realpolitik, escuela de pensamiento político que antepone el poder a la ética en las relaciones diplomáticas. Atenas desarrolló una política paternalista, sometiendo además a multitud de pueblos, tras las guerras médicas. Terminará siendo sometida por Esparta.

416 a. C., los embajadores atenienses se dirigen a las autoridades de la isla de Melos. Se trata más bien de alcanzar lo posible de acuerdo con lo que unos y otros verdaderamente sentimos, porque vosotros habéis aprendido, igual que lo sabemos nosotros, que en las cuestiones humanas las razones de derecho intervienen cuando se parte de una igualdad de fuerzas, mientras que, en caso contrario, los más fuertes determinan lo posible y los débiles lo aceptan.
Tucídides (fragmento)

## Perspectivas e influencias filosóficas
El estudioso de clásica estadounidense Paul Shorey llama a Tucídides "un cínico desprovisto de sensibilidad moral". Además, señala que Tucídides concebía la naturaleza humana como estrictamente determinada por el entorno físico y social, junto con los deseos básicos. Francis Cornford fue más matizado: la visión política de Tucídides estaba informada por una visión ética trágica, en la que:

El hombre, aislado y opuesto a la Naturaleza, avanza por un camino estrecho, sin relación con lo que hay más allá e iluminado sólo por unos pocos rayos tenues de la "previsión" humana (γνώμη/gnome), o por los falsos y errantes fuegos de la Esperanza. Lleva dentro de sí, contenido en sí mismo, su destino en su propio carácter: y esto, con los propósitos que de él surgen, moldea su curso. Eso es todo, en opinión de Tucídides, lo que podemos decir: excepto que, de vez en cuando, de la oscuridad circundante surgen los golpes cegadores de la Fortuna, inexplicables e imprevistos.

La obra de Tucídides indica una influencia de las enseñanzas de los sofistas que contribuye sustancialmente al pensamiento y carácter de su Historia. Entre las posibles pruebas se incluyen sus ideas escépticas sobre la justicia y la moralidad. También hay elementos dentro de la Historia, como sus puntos de vista sobre la naturaleza que giran en torno a lo fáctico, lo empírico y lo no antropomórfico, que sugieren que al menos era consciente de los puntos de vista de filósofos como Anaxágoras y Demócrito. También hay evidencia de su conocimiento sobre algunos de los corpus de escritos médicos hipocráticos.
Tucídides estaba especialmente interesado en la relación entre la inteligencia y el juicio humanos, la fortuna y la necesidad, y la idea de que la historia es demasiado irracional e incalculable para predecirla.

## Traducciones al español
- Diego Gracián hizo la primera traducción al castellano (Salamanca, 1564), aunque no es directa, sino a través de una versión francesa.[17] Esta traducción se reimprimió en 1889, en 1924 y 1968.
- Agustín Blánquez publicó una nueva traducción, editada en Barcelona: Iberia, 1963, dos vols.
- Francisco Rodríguez Adrados publicó otra traducción, en tres volúmenes, publicada entre 1952 y 1955, que revisó y corrigió en una segunda edición (1967-1973).
- Valentín Conejero Ciriza, publicada en Barcelona (PPU, 1988, dos vols.), con un importante estudio introductorio de José Alsina Clota.
- Francisco Romero Cruz, publicada en Madrid (Cátedra, 1988).
- Luis M. Macía Aparicio, publicada en Madrid (Akal, 1989).
- Antonio Guzmán Guerra, publicada en Madrid (Alianza Editorial, 1989).
- Juan José Torres Esbarranch, publicada en Madrid (Gredos, 1990-1992), con estudio preliminar de Julio Calonge Ruiz.[18]

### Obras de Tucídides
- Wikiquote alberga frases célebres de o sobre Tucídides.
- Texto en español de la Historia de la guerra del Peloponeso, traducción de Diego Gracián de Alderete, en dos tomos (Madrid 1889 y 1913), en edición electrónica del Proyecto Gutenberg: tomo I y tomo II.
- Selección de escritos histórico-políticos de Tucídides; texto en PDF: 1 (enlace roto disponible en Internet Archive; véase el historial, la primera versión y la última). 2 (enlace roto disponible en Internet Archive; véase el historial, la primera versión y la última).
- Textos en Wikisource:
  - En inglés.
  - En griego.
- Textos en griego en la Bibliotheca Augustana (Augsburgo).
- Tucídides en el Proyecto Perseus.
- Tucídides en la web del Proyecto Apolo (portal de apoyo para el estudio de las lenguas clásicas)
- Obras de Tucídides en el Somni en su colección del duque de Calabria:
  - Thucididis Historiarum liber a Laurentio Vallensi traductus. Italia, 1450-1499 (en latín).
  - De bello Peloponnesiaco. Nápoles, 1475 (en latín).

### Obras sobre Tucídides
- Obras de Dionisio de Halicarnaso, en el sitio web del latinista y helenista belga Philippe Remacle (1944-2011) (en francés).
  - Examen critique des plus célèbres écrivains de la Grèce yJugemente de denys d'Halicarnasse, fils d'Alexandre, sur Thucydide et sur ses principales qualités. Ed. en París, 1826 (en francés).
  - Διονυσιου Αλικαρνασεως περι θουκυδιδου (en griego).
  - Carta dirigida a Ameo que trata sobre los idiotismos de Tucídides. Ed. en París, 1826.Texto bilingüe griego-francés.
- López Férez, Juan Antonio: Tucídides: panorama actual. Gerión.Revista dehistoria antigua, Universidad Complutense de Madrid, 1986.
- López Eire, Antonio: La revolución en el pensamiento político de Tucídides(I; II). Gerión, revista de historia antigua, Universidad Complutense de Madrid, 1990.
- Iglesias Zoido, Juan Carlos: El sistema de engarce narrativo de los discursos de Tucídides. Talia Dixit, 1 (2006), 1-28. ISSN 1886-9440.
- Martin, Thomas R.: An Overview of Classical Greek History from Mycenae to Alexander (Panorama de la historia de la Grecia Antigua desde la época micénica hasta la de Alejandro); con índice electrónico en el Proyecto Perseus. (Véanse este apartado y los siguientes: Thucydides, historian of the Peloponnesian War) (en inglés).
- Marchant, E. C.: Commentary on Thucydides (Comentarios de la obra de Tucídides).Libros: 1; 2; 3; 6; 7. Disponible con índice electrónico en el Proyecto Perseus (en inglés).
- Nagy, Gregory: Different ways of saying historia in the prose of Herodotus and Thucydides (Maneras diferentes de decir «historia» en la prosa de Heródoto y en la de Tucídides), 2018.
  - Texto, en inglés Archivado el 3 de agosto de 2019 en Wayback Machine., en el sitio web del Centro de Estudios Helénicos (CHS o Center for Hellenic Studies), institución de Washington afiliada a la Universidad de Harvard y dirigida por el propio G. Nagy. (Para las citas: http://nrs.harvard.edu/urn-3:hlnc.essay:NagyG.Different_Ways_of_Expressing_the_Idea_of_Historia.2018.)

### Otros enlaces
- Wikimedia Commons alberga una categoría multimedia sobre Tucídides.
- Busto de Tucídides en el Museo Nacional de Nápoles.

- Datos: Q41683
- Multimedia: Thucydides / Q41683
- Citas célebres: Tucídides
- Textos: Autor:Tucídides